# Jean-Paul Rappeneau
Jean-Paul Rappeneau (* 8. dubna 1932 Auxerre) je francouzský filmový režisér a scenárista.
Začínal v 50. letech jako asistent režie, pracoval například na filmech Raymonda Bernarda a Jeana Drévillea. V roce 1958 režíroval svůj první, krátkometrážní film Chronique provinciale podle scénáře Alaina Cavaliera. Jako scenárista se podílel na filmech Zazie v metru (1960) a Soukromý život (1962) režiséra a spoluautora scénářů Louise Malleho. Je jedním ze scenáristů filmů Muž z Ria (1964) a Muž z Acapulca (1973) s Jean-Paulem Belmondem v hlavní roli.
V roce 1966 natočil svůj první celovečerní film Život na zámku s Catherine Deneuve v hlavní roli. Později natočil filmy Manželé z roku II (1971), Divoch (1975), Samý oheň, samý žár (1982), Cyrano z Bergeracu (1990), Husar na střeše (1995), Šťastnou cestu (2003) a Belles familles (2015). Několikrát byl nominován na Césara, kterého za film Cyrano z Bergeracu také získal. Rovněž byl nominován na Oscara, cenu BAFTA, Zlatý glóbus a Zlatou palmu.
Jeho mladší sestrou byla režisérka a scenáristka Élisabeth Rappeneau. Scenáristou a režisérem je i jeho syn Julien (1971), mladší syn Martin (1976) je hudebníkem a skladatelem (složil mj. hudbu k otcovu filmu Belles familles).